# Le Mériot
Le Mériot est une commune française, située dans le département de l'Aube en région Grand Est.

## Géographie

### Localisation
Le Mériot est une commune de l'Aube, limitrophe du département de la Seine-et-Marne, jouxtant par le nord-ouest Nogent-sur-Seine et situé à 21 km à vol d'oiseau à l'ouest de Romilly-sur-Seine, 52 km au nord-ouest de Troyes, 36 km au nord de Sens, 11 km au sud-est de Provins et 32 km au sud-est de Sézanne.
La commune fait partie de l'Aire d'attraction de Nogent-sur-Seine et du bassin de vie de cette ville, ainsi que de la zone d'emploi de Romilly-sur-Seine.

### Communes limitrophes
Les communes limitrophes sont  Chalautre-la-Grande, La Motte-Tilly, Melz-sur-Seine, Nogent-sur-Seine, Saint-Nicolas-la-Chapelle et Sourdun.
| Sourdun Seine-et-Marne        | Chalautre-la-Grande Seine-et-Marne |                           |
| Melz-sur-Seine Seine-et-Marne | Mériot                             | Saint-Nicolas-la-Chapelle |
| La Motte-Tilly                |                                    | Nogent-sur-Seine          |

### Géologie et relief
La superficie de la commune est de 12,60 km2 ; son altitude varie de 59  à   184 mètres.

### Hydrographie

#### Réseau hydrographique
La commune est dans la région hydrographique « la Seine de sa source au confluent de l'Oise (exclu) » au sein du bassin Seine-Normandie. Elle est drainée par le canal de Derivation de Beaulieu a Villiers-sur-Seine, la Seine, la Grande Noue, le Resson, un bras de la Grande Noue d'Hermé, un bras de la Vieille Seine, un bras du Resson, un bras du Resson, le canal 01 de la Commune du Mériot, le Fossé 01 des Egots, le Fossé 02 de la Commune du Mériot et divers autres petits cours d'eau,.
La Seine, un fleuve long de 775 km, coule dans le Bassin parisien et notamment dans le département de l’Aube en le traversant du sud-est au nord-ouest. Elle longe la commune sur son flanc sud où elle constitue une limite communale.
Le canal de Beaulieu, ou canal de dérivation de Beaulieu à Villiers-sur-Seine, est un canal navigable, long de 9 kilomètres, évitant les nombreux méandres de la Seine, au nord du fleuve, entre Le Mériot et Noyen-sur-Seine.
La Grande Noue, d'une longueur de 22 km, prend sa source dans la commune  et se jette  dans la Vidée du Paradis à Mouy-sur-Seine, après avoir traversé sept communes.
Le Resson, d'une longueur de 24 km, prend sa source dans la commune de La Saulsotte et se jette  dans la Seine à Villiers-sur-Seine, après avoir traversé neuf communes.

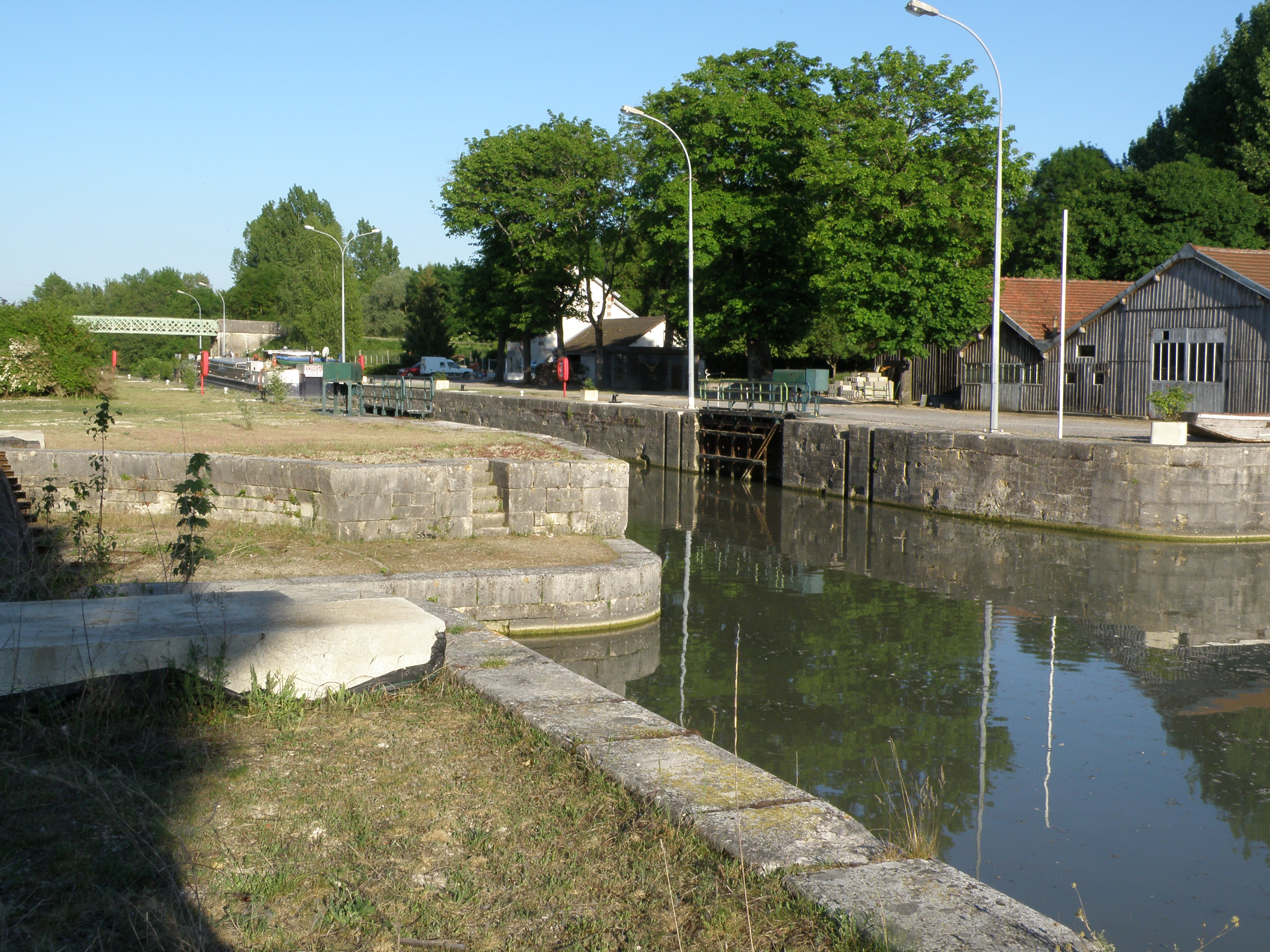
L'écluse de Beaulieu, à l'entrée du Canal de Beaulieu.
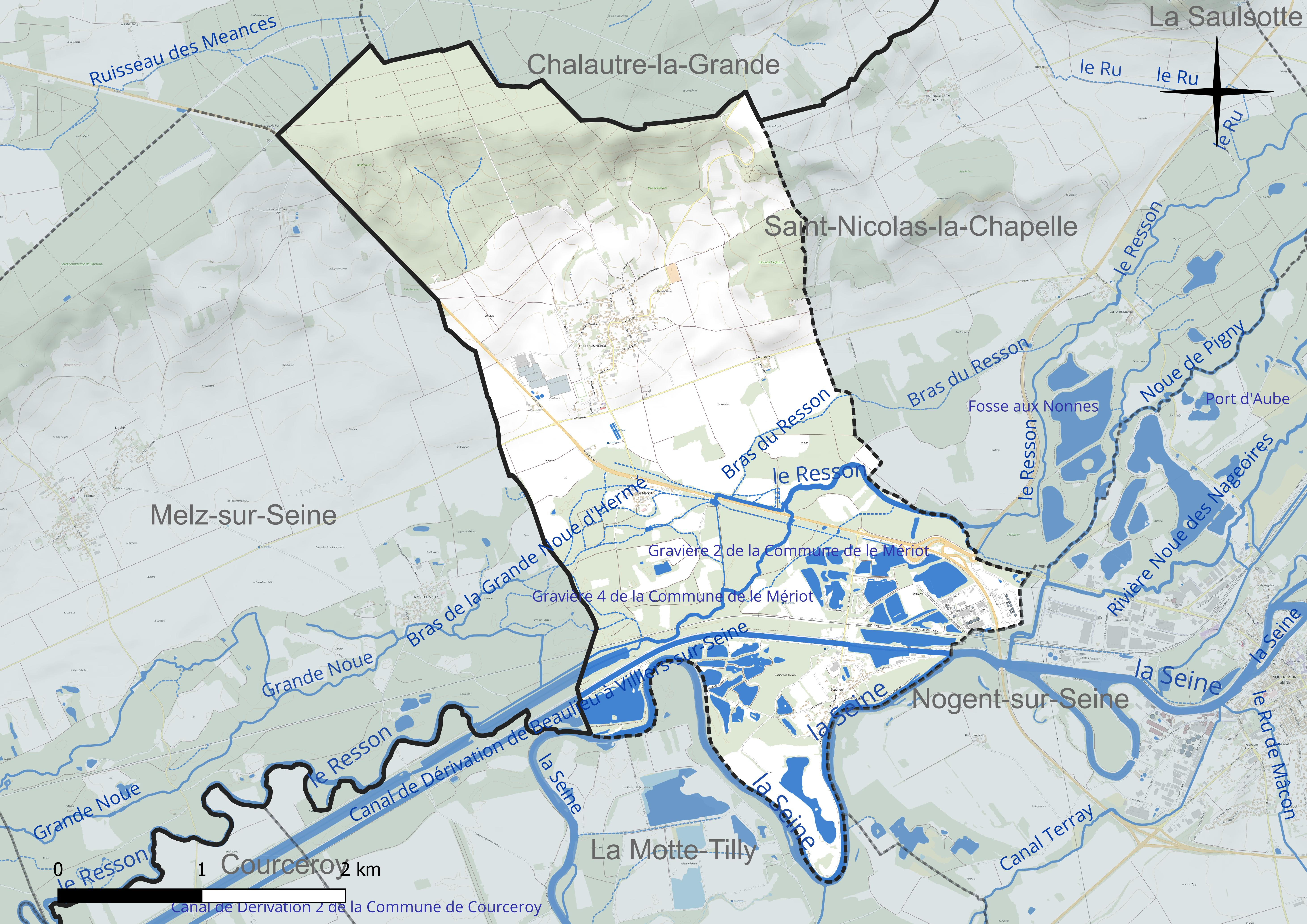
Réseau hydrographique du Le Mériot.

Huit plans d'eau complètent le réseau hydrographique : la gravière 1 de la commune de le Mériot (1,2 ha), la gravière 2 de la commune de le Mériot (4,8 ha), la gravière 3 de la commune de le Meriot (0,9 ha), la gravière 4 de la commune de le Mériot (1,7 ha), la gravière 5 de la commune de le Mériot (2,7 ha), la gravière 7 de la commune de le Mériot (6,3 ha), le canal de dérivation 1 de la commune de le Meriot, d'une superficie totale de 3 ha (2,7 ha sur la commune) et le plan d'eau 1 de la commune de le Meriot, d'une superficie totale de 10 ha (10 ha sur la commune),.

#### Gestion et qualité des eaux
Le territoire communal est couvert par le schéma d'aménagement et de gestion des eaux (SAGE) « Bassée Voulzie ». Ce document de planification concerne le territoire du bassin versant de l'Armançon qui s’étend sur 1 710 km2 et se répartit sur trois départements (l'Aube, l'Yonne et la Marne). Le périmètre a été arrêté le 2 septembre 2016, le diagnostic a été validé le 29 novembre 2022. La structure porteuse de l'élaboration et de la mise en œuvre est le Syndicat mixte ouvert de l’eau potable, de l’assainissement collectif, de l’assainissement non collectif, des milieux aquatiques et de la démoustication (SDDEA), dont le siège est à Troyes.
La qualité des cours d’eau peut être consultée sur un site dédié géré par les agences de l’eau et l’Agence française pour la biodiversité.

### Climat
Pour des articles plus généraux, voir Climat du Grand Est et Climat de l'Aube.
En 2010, le climat de la commune est de type climat océanique dégradé des plaines du Centre et du Nord, selon une étude du Centre national de la recherche scientifique s'appuyant sur une série de données couvrant la période 1971-2000. En 2020, Météo-France publie une typologie des climats de la France métropolitaine dans laquelle la commune est exposée à un climat océanique altéré et est dans la région climatique Nord-est du bassin Parisien, caractérisée par un ensoleillement médiocre, une pluviométrie moyenne régulièrement répartie au cours de l’année et un hiver froid (3 °C).
Pour la période 1971-2000, la température annuelle moyenne est de 10,9 °C, avec une amplitude thermique annuelle de 15,1 °C. Le cumul annuel moyen de précipitations est de 707 mm, avec 10,8 jours de précipitations en janvier et 7,6 jours en juillet. Pour la période 1991-2020, la température moyenne annuelle observée sur la station météorologique de Météo-France la plus proche, « Bouy-sur-Orvin », sur la commune de Bouy-sur-Orvin à 12 km à vol d'oiseau, est de 11,4 °C et le cumul annuel moyen de précipitations est de 635,9 mm. 
La température maximale relevée sur cette station est de 42,4 °C, atteinte le 25 juillet 2019 ; la température minimale est de −20,5 °C, atteinte le 17 janvier 1985,,.
Les paramètres climatiques de la commune ont été estimés pour le milieu du siècle (2041-2070) selon différents scénarios d'émission de gaz à effet de serre à partir des nouvelles projections climatiques de référence DRIAS-2020. Ils sont consultables sur un site dédié publié par Météo-France en novembre 2022.

## Urbanisme

### Typologie
Au 1er janvier 2024, Le Mériot est catégorisée commune rurale à habitat dispersé, selon la nouvelle grille communale de densité à 7 niveaux définie par l'Insee en 2022.
Elle est située hors unité urbaine. Par ailleurs la commune fait partie de l'aire d'attraction de Nogent-sur-Seine, dont elle est une commune de la couronne,. Cette aire, qui regroupe 19 communes, est catégorisée dans les aires de moins de 50 000 habitants,.

### Occupation des sols

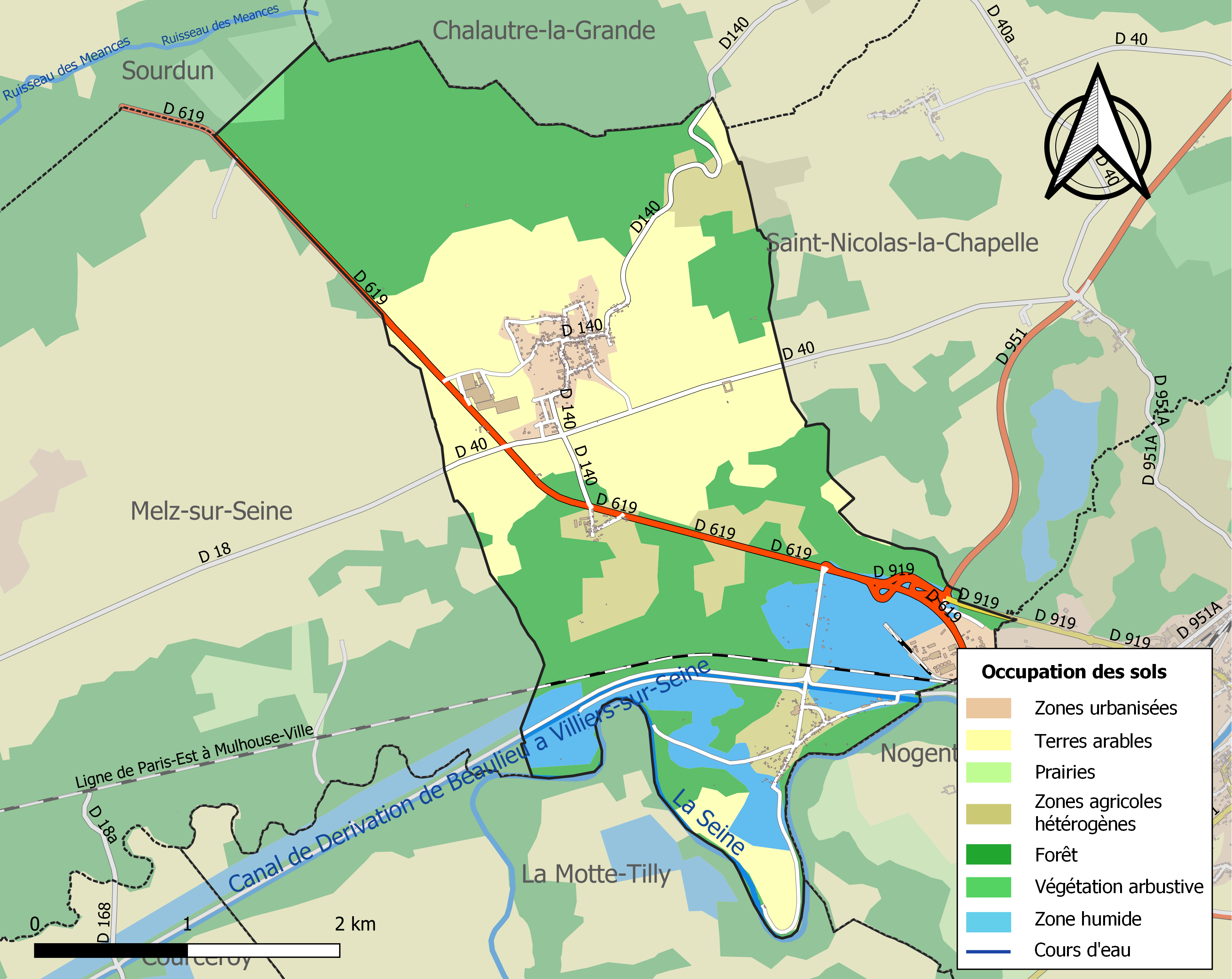
Carte des infrastructures et de l'occupation des sols de la commune en 2018 (CLC).

L'occupation des sols de la commune, telle qu'elle ressort de la base de données européenne d’occupation biophysique des sols Corine Land Cover (CLC), est marquée par l'importance des forêts et milieux semi-naturels (45 % en 2018), une proportion sensiblement équivalente à celle de 1990 (45,2 %). La répartition détaillée en 2018 est la suivante : 
forêts (44,5 %), terres arables (30,4 %), eaux continentales (11,6 %), zones agricoles hétérogènes (8,5 %), zones urbanisées (3,2 %), zones industrielles ou commerciales et réseaux de communication (1,3 %), milieux à végétation arbustive et/ou herbacée (0,5 %). L'évolution de l’occupation des sols de la commune et de ses infrastructures peut être observée sur les différentes représentations cartographiques du territoire : la carte de Cassini (XVIIIe siècle), la carte d'état-major (1820-1866) et les cartes ou photos aériennes de l'IGN pour la période actuelle (1950 à aujourd'hui).

### Habitat et logement
En 2020, le nombre total de logements dans la commune était de 278, alors qu'il était de 276 en 2015 et de 272 en 2010.
Parmi ces logements, 88,7 % étaient des résidences principales, 8,4 % des résidences secondaires et 2,9 % des logements vacants. Ces logements étaient  tous des maisons individuelles.
Le tableau ci-dessous présente la typologie des logements au Le Mériot en 2020 en comparaison avec celle de l'Aube et de la France entière. Une caractéristique marquante du parc de logements est ainsi une proportion de résidences secondaires et logements occasionnels (8,4 %) supérieure à celle du département (4,8 %) mais inférieure à celle de la France entière (9,7 %).
| Typologie                                               | Le Mériot | Aube | France entière |
| ------------------------------------------------------- | --------- | ---- | -------------- |
| Résidences principales (en %)                           | 88,7      | 85,7 | 82,1           |
| Résidences secondaires et logements occasionnels (en %) | 8,4       | 4,8  | 9,7            |
| Logements vacants (en %)                                | 2,9       | 9,5  | 8,2            |

### Voies de communication et transports
Le Mériot est desservi par l'ancienne route nationale 19 (actuelle RD 619 / 919).
La commune est traversée par la ligne de Paris-Est à Mulhouse-Ville, mais la station de chemin de fer la plus proche est la gare de Nogent-sur-Seine, desservie par des trains TER Grand Est, qui effectuent des missions entre les gares de Paris-Est et Troyes, ou Culmont - Chalindrey, ou Vittel, ou Dijon-Ville, ou Belfort ou Mulhouse-Ville.

## Toponymie
Sous la forme Mergellus, fin Xe siècle.

## Histoire

### Antiquité
Le village du Mériot est édifié sur le site présumé du camp gallo-romain de Beaulieu qui était situé sur la hauteur juste en face d'un gué. En plus des substructions circulaires et des fossés de 2 à 14 m de largeur. Des cinquante et une fosses furent retirés des corps, des vases et monnaies qui se trouvent au musée de Saint-Germain-en-Laye.

### Ancien Régime
Beaulieu était une localité qui avait un prieuré Saint-Benoit ayant une chapelle attestée jusqu'en 1778, avant d'être fusionnée avec Le Mériot.
Jusqu'en 1789, la localité appartenait à l'intendance et la généralité de Paris et à l'élection de Provins.

## Politique et administration

### Rattachements administratifs et électoraux

#### Rattachements administratifs
La commune se trouve dans l'arrondissement de Nogent-sur-Seine du département de l'Aube.
Elle faisait partie depuis 1793 du canton de Nogent-sur-Seine. Dans le cadre du redécoupage cantonal de 2014 en France, cette circonscription administrative territoriale a disparu, et le canton n'est plus qu'une circonscription électorale.

#### Rattachements électoraux
Pour les élections départementales, la commune fait partie depuis 2014 d'un nouveau canton de Nogent-sur-Seine, porté de 16 à 23 communes.
Pour l'élection des députés, elle fait partie de la troisième circonscription de l'Aube.

### Intercommunalité
Le Mériot est membre de la communauté de communes du Nogentais, un établissement public de coopération intercommunale (EPCI) à fiscalité propre créé en 2007 et auquel la commune a transféré un certain nombre de ses compétences, dans les conditions déterminées par le code général des collectivités territoriales.

### Liste des maires
| Période                                  | Période                        | Identité               | Étiquette | Qualité                                                    |
| ---------------------------------------- | ------------------------------ | ---------------------- | --------- | ---------------------------------------------------------- |
| Les données manquantes sont à compléter. |                                |                        |           |                                                            |
|                                          |                                |                        |           |                                                            |
| avant 1857                               |                                | M. Driot               |           |                                                            |
|                                          |                                |                        |           |                                                            |
| 1983                                     | 1995                           | Paul Louis Mignot      |           |                                                            |
|                                          |                                |                        |           |                                                            |
| 2001                                     |                                | Bernard Le Bail        |           |                                                            |
|                                          | mars 2017                      | M. Dominique Malezieux | MPF       | Cadre supérieur                                            |
| mars 2017                                | printemps 2023                 | Pierre Feru            | SE        | Cadre retraité Démissionnaire                              |
| mai 2023                                 | En cours (au 30 novembre 2023) | Lydie Huguenot         |           | Employée civil ou agent de service de la fonction publique |

## Démographie
L'évolution du nombre d'habitants est connue à travers les recensements de la population effectués dans la commune depuis 1793. Pour les communes de moins de 10 000 habitants, une enquête de recensement portant sur toute la population est réalisée tous les cinq ans, les populations de référence des années intermédiaires étant quant à elles estimées par interpolation ou extrapolation. Pour la commune, le premier recensement exhaustif entrant dans le cadre du nouveau dispositif a été réalisé en 2008.

En 2022, la commune comptait 617 habitants, en évolution de +1,65 % par rapport à 2016 (Aube : +0,7 %, France hors Mayotte : +2,11 %).
| 1793 | 1800 | 1806 | 1821 | 1831 | 1836 | 1841 | 1846 | 1851 |
| ---- | ---- | ---- | ---- | ---- | ---- | ---- | ---- | ---- |
| 549  | 624  | 614  | 593  | 615  | 612  | 600  | 620  | 595  |

| 1856 | 1861 | 1866 | 1872 | 1876 | 1881 | 1886 | 1891 | 1896 |
| ---- | ---- | ---- | ---- | ---- | ---- | ---- | ---- | ---- |
| 543  | 545  | 600  | 604  | 604  | 603  | 613  | 609  | 551  |

| 1901 | 1906 | 1911 | 1921 | 1926 | 1931 | 1936 | 1946 | 1954 |
| ---- | ---- | ---- | ---- | ---- | ---- | ---- | ---- | ---- |
| 503  | 465  | 423  | 350  | 339  | 344  | 325  | 329  | 329  |

| 1962 | 1968 | 1975 | 1982 | 1990 | 1999 | 2006 | 2008 | 2013 |
| ---- | ---- | ---- | ---- | ---- | ---- | ---- | ---- | ---- |
| 336  | 325  | 339  | 356  | 417  | 495  | 550  | 566  | 597  |

| 2018 | 2022 | - | - | - | - | - | - | - |
| ---- | ---- | - | - | - | - | - | - | - |
| 620  | 617  | - | - | - | - | - | - | - |

## Économie
L'activité économique est restée fortement adossée aux activités traditionnelles locales : exploitation forestière, culture des céréales et élevage avec pâturages. On trouve également une sablière.

## Culture locale et patrimoine

### Lieux et monuments
- L'église Saint-Pierre-Saint-Paul a été construite entre le XIIe et le XIIIe siècle; on y trouve une cuve baptismale datée du XIIe siècle et de nombreuses pierres tombales datées entre le XIVe et le XVIIe siècle. Elle était d'une paroisse qui dépendait de l'archidiaconé et du doyenné de Provins.
- Château de Jaillac
- Ponts de la route royale Paris-Bâle[28]
- La forêt de Sourdun se trouve au nord de la commune.

### Personnalités liées à la commune
- Jacques-Gilbert Guillon (1910-1997) : vice-amiral.

## Pour approfondir